# John Laband
Pour les articles homonymes, voir Laband.
John Laband, né le 18 mars 1947 à Johannesburg et mort le 5 août 2025, est un historien et écrivain sud-africain spécialisé dans les guerres anglo-zouloues et anglo-boers.

## Biographie
John Paul Clow Laband a enseigné l'histoire durant 42 ans dans de nombreuses universités sud-africaines, anglaises et canadiennes,,. Il a publié de très nombreux livres sur les guerres de l'Afrique australe, spécialement la guerre anglo-zouloue de 1879. Il est également Professeur Émérite et titulaire de la chaire d'histoire de l'Université Wilfrid Laurier au Canada, ainsi que membre à vie du Clare Hall de l'Université de Cambridge en Angleterre.